# Posztmetal
A posztmetal egy olyan fúziós zenei műfaj, ami ötvözi leginkább a posztrock-, a shoegazing- és a heavy metal zenék különböző stílusjegyeit, de fellelhetőek benne más műfajok (sludge metal, indusztriális zene, progresszív rock/metal, ambient, drone és hardcore punk) elemei. A stílus más neveken is ismert, például a metalgaze és a shoegaze metal, amik a shoegaze-hatások következtében jöttek létre, továbbá a posztmetal elterjedt atmoszférikus metal, atmoszférikus sludge metal és experimental (kísérletezős) metal neveken is, bár az előbbit az avantgarde metal kifejezésére is használják.
Aaron Turner, az Isis frontembere a stílust a "gondolkodó ember metálja"-ként definiálta, arra utalva, hogy a zenekara próbál elrugaszkodni a megszokott metálstílusjegyektől, valami újat alkotva.

## Története

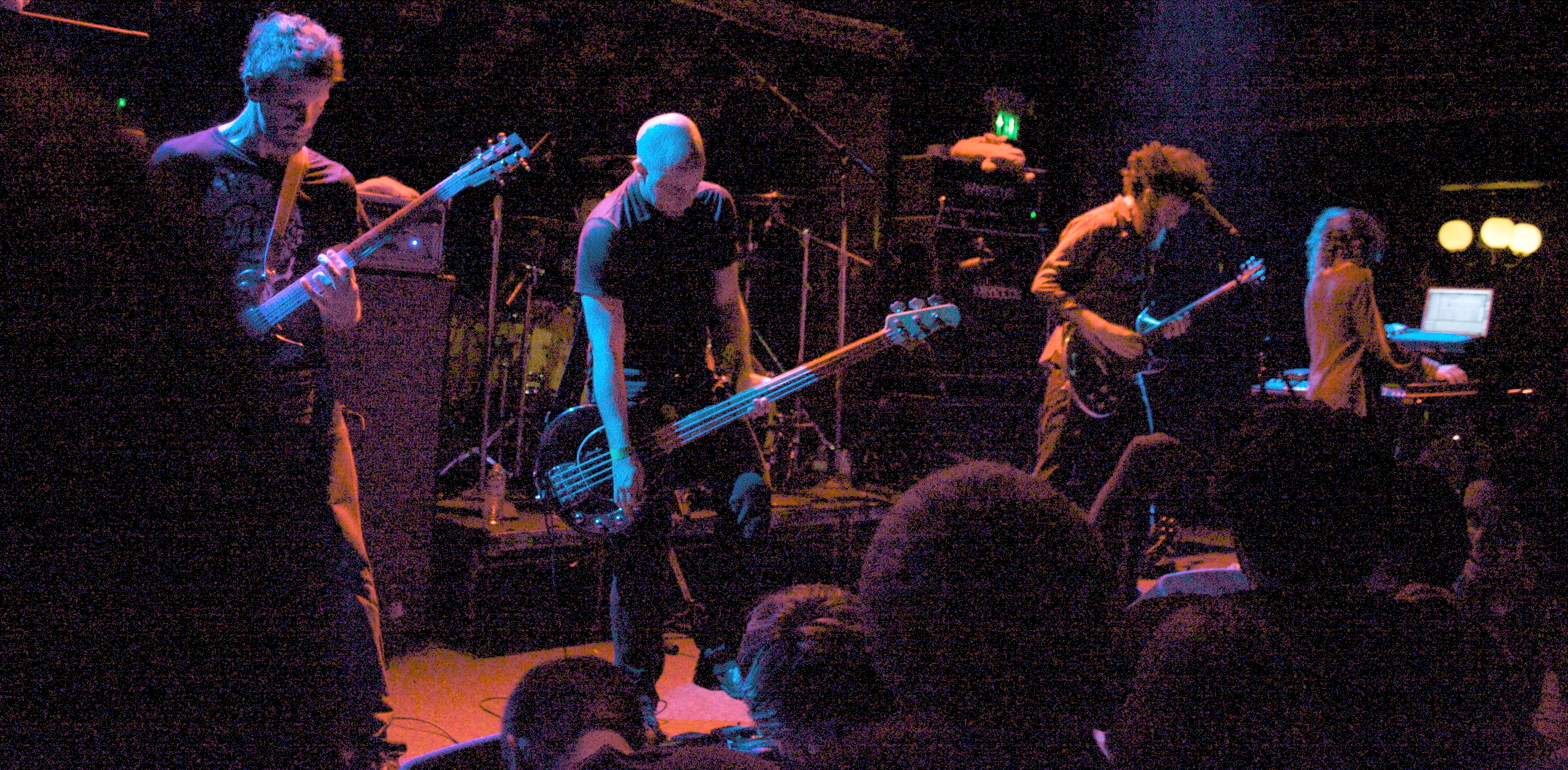
Az Isis zenekar 2009-ben

A stílus létrejöttében nagy szerepet játszottak az 1980-as évek végén és az 1990-es évek elején felbukkant új színterek és metálstílusok. Az ilyen színterek között az egyik legbefolyásosabb a 90-es évek elején Európában és Észak-Amerikában megjelent posztrockszíntér. Ezekben az időkben sok kísérletezős zenekar jött létre, többek között a Helmet, a Tool és a Godflesh, de a műfaj korai előfutárának az 1985-ben alakult Neurosis együttest nevezik. Az 1996-ban megjelent Through Silver in Blood albumuk a műfaj egyik legbefolyásosabb lemezének számít. Az album megjelenése után több kritikus atmoszférikus sludge metalnak nevezte, mert a hangzás új volt és több súlyos sludge metalos stílusjegyet tartalmazott. A Terrorizer kritikusa, Jim Martin a zenekarról a Through Silver in Blood albumra utalva 2009-ben azt állította, hogy "gyakorlatilag feltalálták a posztmetal műfajt". A korai 2000-es években csak pár album jelent meg a stíluson belül (Dirge Blight And Vision Below A Faded Sun, Breach Kollapse), de az Isis 2002-ben megjelent albuma, az Oceanic több kritikus és elemző szerint tisztázta a posztmetal körüli homályos foltokat. Ebben az időben még a műfaj fejlődését befolyásoló albumok közé tartozik a Cult of Luna Salvation és a Pelican Australasia lemeze. A 2000-es évek közepén és végén több posztmetalegyüttes jött létre és több zenekar határolódott el régi műfajától és szintén elkezdett kísérletezni a műfajon belül. Ezek közül az ismertebbek Európából a Rinoa, a Musth, a Jesu, a Burst és az Amenra, Amerikából a Battle of Mice, a Nadja, a Rosetta, a Kayo Dot, a Hands, a Mouth of the Architect, a Nanda Devi, a Buried Inside, a Red Sparowes és a Russian Circles.

## Műfaji jellemzők
A posztmetal hangzásvilága mély és hangsúlyos basszuson, mélyen hangolt gitárokon és billentyűs hangszereken alapul. Általában az ének visszafogott vagy egyáltalán nincs. A stílus együttesei gyakran többgitáros felállást használnak. A dalok felépítése, előadásmódja a crescendo és a climax technikákon alapszik. Egy számon belül gyakran mindkét technikát alkalmazzák, pedig a crescendo egy folyamatosan fokozódó, erősödő, míg a climax egy hangmagasságban fokozódó technika.
A dalok sebessége általában lassú vagy közepes, az előadók gyakran hosszú játékidejű számokat írnak, kerülve a disszonanciát. Gyakran lassú heavy metal riffeket alkalmaznak a zenészek, amiket egy sötét és súlyos atmoszférába helyeznek, amit sokszor éles kontrasztként egy ambientrész egyensúlyoz.
A 2000-es évek második felében egyes előadók más műfajokat is kevertek a posztmetalzenével, például a noise rockot és a screamót.